# Helen Buchholtz
Charlotte Helena Geiger-Buchholtz (Esch-sur-Alzette, Luxemburg, 24 november 1877 – Luxemburg, 22 oktober 1953) was een Luxemburgs componiste.

## Levensloop
Buchholtz werd geboren in een bekende familie (Buchholtz-Ettinger) in Esch-sur-Alzette. Met haar echtgenoot, de Duitse arts Bernhard Geiger leefde zij zeven jaren in de muziek- en opera-stad Wiesbaden in Duitsland en kwam in 1921 terug. Vanaf deze tijd leefde zij in Luxemburg-Stad, in het Boulevard Paul Eyschen nr. 6. Heel haar leven heeft zij gemusiceerd en gecomponeerd. Zij kwam in deze tijd thuis bij muzikanten en dichters, onder wie schrijver Batty Weber, dichter Willy Goergen, componist Gustav Kahnt, koorleider en organist aan de kathedraal in Luxemburg-Stad Jean-Pierre Beicht (1869-1925), dirigent van de militaire muziek Fernand Mertens, alsook Felix Krein sr. en jr. 
Als componiste achterliet zij een oeuvre met rond 140 werken, waarvan 53 liederen, 19 koorwerken, 14 sonates, 38 dansen en karakterstukken, 8 werken voor symfonieorkest en 6 werken voor harmonieorkest.

## Composities

### Werken voor orkest
- Ballade
- Quer durch Luxemburg, Vie luxembourgeoise, marche caractéristique
- Rosenmär
- Suite en fa
  1. Allemande
  2. Sarabande
  3. Menuet
  4. Gigue.
- Tarentella

### Werken voor harmonieorkest
- Aus frohen Tagen, mars
- Barcarolle fantaisiste
- Bilder aus Wiesbaden
  1. Andantino
  2. Walzer
- Nostalgie, Romance nom Lid’ Se’leschmîrz, voor trompet solo en harmonieorkest
- Première valse, Salomé, walsensuite
- Quer durch die Stadt, mars
- Scherzo
- Serenade

## Publicaties
- Danielle Roster: Nur noch in Tönen atmen... Die Escher Komponistin Helen Buchholtz. Eine Würdigung. in: 100 Joer Esch. 1906-2006, Esch-Alzette 2005, S. 374-381.
- Danielle Roster: ... es singt wirklich eine warme Frauenseele in ihnen, die des Lebens Ernst und Bitternis gekostet... Die Komponistin Helen Geiger-Buchholtz (1877-1953). in: Lëtzeburger Almanach vum Joerhonnert 1900-1999. Luxemburg: Editions Guy Binsfeld, November 1999. ISBN 2 87954063 1
- Danielle Roster: Wiederentdeckung einer luxemburgischen Komponistin : die Spätromantikerin Helen Buchholtz (1877 - 1953) in: Die Warte.  Luxembourg. - Année 53(2001), nº 6 = nº 1952 (15. Februar)
- Die Komponistin Helen Geiger-Buchholtz. in: Lëtzeburger Almanach vum Joerhonnert. Editions Guy Binsfeld 1999.